# 鍛冶田良一
鍛冶田 良一（かじた りょういち、1973年4月14日 - ）は、日本プロ麻雀協会所属のプロ雀士（最初は最高位戦日本プロ麻雀協会に所属していたが、後に脱退）であり、協会の副代表である。ニックネームは「破壊王」。夫人は同じ団体に所属する女流雀士の崎見百合。

## 雀風
丁寧な打ち筋が多く我慢強い雀風で門前志向、状況によって守備と攻撃を使い分けるバランス型だがやや守備重視か。21世紀に入って以降の5年で一気に才能が開花し、今ではプロ協会を代表する選手である。

## エピソード
- 麻雀センスは最高位戦時代から高く評価されていたが、気の優しさが裏目に出ることも度々あった。しかし、伊藤優孝主催の「漢塾」に入門してから大きく飛躍する。
- 未来戦士21杯優勝時はその雀力をフロック視されることもあったが、第4回MONDO21杯で準決勝進出（6位）、さらにプロ麻雀最強戦でも決勝進出を果たしている（優勝はプロ連盟の森山茂和）。しかしもう10年以上、モンド麻雀プロリーグへの番組出演はない。
- 初タイトルとなる第1期雀竜位戦では、最終戦で親の国士無双を炸裂させて念願のタイトルを奪取（第2期も防衛）。
- 恰幅の良い体格と、顎と頬に髭を蓄えた風貌が橋本真也に似ていることから「破壊王」というニックネームがついた。

## 獲得タイトル
- MONDO21未来戦士21杯(第1回・第2回)
- 雀竜位(第1期・2期)
- 2002年世界麻雀選手権団体優勝(2012年10月27日、「麻雀棋士奨励会選抜B」チーム)
- 雀王位(第4期)

## テレビ
- NMB48須藤凜々花の麻雀ガチバトル! (2016年3月5日 - 2016年5月19日、TBSチャンネル1) - 解説